# Франсішку II (нгола Матамби)
Франсішку II (д/н — 1810) — 13-й нгола держави Матамба в 1767—1810 роках.

## Життєпис
Походив з династії Гутерреш. Син нголи Вероніки II. При народженні отримав ім'я Кальвете ка Мбанді. 1765 року його матір загинула внаслідок змови сестри Анни III. 1767 року сам Кальвете влаштував заколот проти останньої, яку повалив й стратив.
Невдовзі прийняв християнство, змінивши ім'я на Франсішку. Вимушений був протистояти стриєчним сестрам Камані й Мурілі, що відродили незалежність Ндонго. Цієї ситуацією користувалися португальці, послаблюючи обидві сторони. Війна тривала до 1800 року, коли Франсішку II визнав незалежність Камани.
Помер 1810 року. Трон спадкував небіж Ндала Камана.